# 마르크 클로테트
마르크 클로테트(Marc Clotet, 1980년 4월 29일 ~ )는 스페인의 배우이다.